# Aleksiej Sołomatin
Aleksiej Frołowicz Sołomatin (ros. Алексей Фролович Соломатин, ur. 12 lutego 1921 we wsi Bunakowo-2 obecnie w rejonie fierzikowskim w obwodzie kałuskim, zm. 21 maja 1943 w miejscowości Pawłowka w rejonie krasnosulińskim w obwodzie rostowskim) – radziecki lotnik wojskowy, kapitan, Bohater Związku Radzieckiego (1943).

## Życiorys
Urodził się w rodzinie chłopskiej. Uczył się w technikum hydromelioracyjnym w Kałudze, ukończył aeroklub, w 1939 został powołany do Armii Czerwonej. W 1940 ukończył Kaczyńską Wojskową Wyższą Szkołę Lotniczą Pilotów, od czerwca 1941 uczestniczył w wojnie z Niemcami, w 1942 został przyjęty do WKP(b). 9 marca 1942 brał udział w walce powietrznej na Froncie Południowo-Zachodnim, w której grupa siedmiu radzieckich lotników walcząca z grupą 25 niemieckich samolotów zestrzeliła 7 samolotów wroga (5 Messerschmittów i 2 Junkersy) bez strat własnych; Sołomatin osobiście strącił wówczas jeden Me-109. Do lutego 1943 jako dowódca eskadry 296 pułku lotnictwa myśliwskiego 268 Dywizji Lotnictwa Myśliwskiego 8 Armii Powietrznej Frontu Południowego w stopniu starszego porucznika wykonał 266 lotów bojowych i stoczył 108 walk powietrznych, w których strącił osobiście 12 i w grupie 15 samolotów wroga. Był mężem Lidii Litwiak, pilota i Bohaterki Związku Radzieckiego. Krótko przed śmiercią otrzymał awans na kapitana. Zginął 21 maja 1943 podczas przeprowadzania treningowej walki. Oficjalna wersja głosiła, że został trafiony i ranny podczas walki z Niemcami i zdołał dolecieć do lotniska, jednak nie udało mu się wylądować. Został pochowany w Pawłowce, później jego grób przeniesiono do miejscowości Kisielowo w rejonie krasnosulińskim.

## Odznaczenia
- Złota Gwiazda Bohatera Związku Radzieckiego (1 maja 1943)
- Order Lenina (dwukrotnie, 31 lipca 1942 i 1 maja 1943)
- Order Czerwonego Sztandaru (14 marca 1942)